# Bijela čokolada
Bijela čokolada je desert koji se obično izrađuje od šećera, mlijeka i kakao maslaca, ali bez dodanog kakao praha. Bijelo-žućkaste boje je, i čvrsta je na sobnoj temperaturi.
Kao i ostale dvije glavne vrste čokolade (tamna i mliječna), bijela se čokolada najčešće oblikuje u čokoladne pločice ili se rabi kao premaz u desertima.

## Vanjske poveznice
- [neaktivna poveznica]|  | Zajednički poslužitelj ima još gradiva o temi Bijela čokolada |